# Chipewyan (langue)
Cet article concerne la langue tchipewyane. Pour le peuple tchipewyan, voir Tchipewyans.
Le chipewyan ou dëne sųłıné (autonyme : Dëne Sųłıné Yatıé /tènɛ̀ sũ̀ɬìnɛ́ jàtʰìɛ́/) est la langue parlée par le peuple tchipewyan du Canada central. Son territoire couvre en partie l'Alberta, le Manitoba, les Territoires du Nord-Ouest, le Nunavut et la Saskatchewan. Il fait partie des langues athapascanes septentrionales. En 2016, le recensement compte 11 325 locuteurs du chipewyan (référencé comme « déné »).
C'est une des onze langues officielles des Territoires du Nord-Ouest,, les autres étant l'anglais, le français, le cri, l'esclave du Nord, l'esclave du Sud, le gwich’in, l'inuktitut, l'inuvialuktun, l'inuinnaqtun et le tlicho.
Selon Statistique Canada, en 2021, le chipewyan (« déné ») est la langue maternelle de 10 265 personnes au Canada.

## Écriture
| ɂ  | a   | b  | ch  | chʼ | d    | dh | ddh | dl | dz | e | ë  | g  |
| gh | h   | ı  | ł   | m   | n    | o  | r   | s  | sh | t | tʼ | th |
| tł | tłʼ | ts | tsʼ | tth | tthʼ | u  | w   | x  | y  | z |    |    |

En Saskatchewan, la lettre coup de glotte sans distinction entre majuscule et minuscle ‹ ʔ › est utilisée au lieu de la lettre coup de glotte avec une forme majuscule ‹ Ɂ › et une forme minuscule ‹ ɂ › utilisée dans les Territoires du Nord-Ouest. La lettre e ‹ e › est parfois utilisée pour représenter trois voyelles, cepedendant en Saskatchewan la lettre e ‹ e › est utilisée pour la voyelle [e] et la lettre epsilon ‹ ɛ › pour les voyelles [ɛ] et [ə] tandis qu’aux Territoires du Nord-Ouest la lettres e ‹ e › est utilisée pour les voyelles [e] et [ɛ] et la lettre ë ‹ ë › pour la voyelle [ə].

## Phonologie

### Consonnes
Les 39 consonnes du chipewyan :
|           |             | Bilabiale | Interdentale | Dentale | Dentale | Post-alvéolaire | Vélaire | Vélaire | Glottale |
| centrale  | latérale    | Bilabiale | Interdentale | simple  | labiale | Post-alvéolaire |         |         | Glottale |
| Occlusive | non aspirée | p         |              | t       |         |                 | k       | kʷ      |          |
| Occlusive | aspirée     |           |              | tʰ      |         |                 | kʰ      | kʷʰ     |          |
| Occlusive | éjective    |           |              | t’      |         |                 | k’      | k’ʷ     | ʔ        |
| Affriquée | non aspirée |           | tθ           | ts      | tɬ      | tʃ              |         |         |          |
| Affriquée | aspirée     |           | tθʰ          | tsʰ     | tɬʰ     | tʃʰ             |         |         |          |
| Affriquée | éjective    |           | tθ’          | ts’     | tɬ’     | tʃ’             |         |         |          |
| Nasale    |             | m         |              | n       |         |                 |         |         |          |
| Trille    |             |           |              | r       |         |                 |         |         |          |
| Fricative | sourde      |           | θ            | s       | ɬ       | ʃ               | x       | xʷ      | h        |
| Fricative | voisée      |           | ð            | z       | ɮ       | ʒ               | ɣ       | ɣʷ      |          |

### Voyelles
Les voyelles du chipewyan sont de 6 différentes qualités.
|                      | Antérieures | Centrales | Postérieures |
| Hautes               | i           |           | u            |
| Moyennes supérieures | e           |           | o            |
| Moyennes inférieures | ɛ           |           |              |
| Basses               |             | a         |              |

La plupart des voyelles peuvent appartenir aux catégories suivantes :
- orale ou nasale
- brève ou longue

En conséquence, le chipewyan possède 18 voyelles phonémiques :
|                      |        | Antérieures | Antérieures | Centrales | Centrales | Postérieures | Postérieures |
| -------------------- | ------ | ----------- | ----------- | --------- | --------- | ------------ | ------------ |
| brève                | longue | brève       | longue      | brève     | longue    |              |              |
| Hautes               | orale  | i           | iː          |           |           | u            | uː           |
| Hautes               | nasale | ĩ           | ĩː          |           |           | ũ            | ũː           |
| Moyennes supérieures |        | e           |             |           |           | o            |              |
| Moyennes inférieures | orale  | ɛ           | ɛː          |           |           |              |              |
| Moyennes inférieures | nasale | ɛ̃           | ɛ̃ː          |           |           |              |              |
| Basses               | orale  |             |             | a         | aː        |              |              |
| Basses               | nasale |             |             | ã         | ãː        |              |              |

Le chipewyan possède également 9 diphtongues orales et nasales de la forme voyelle + /j/.
|          | Antérieures | Antérieures | Centrales | Centrales | Postérieures | Postérieures |
| -------- | ----------- | ----------- | --------- | --------- | ------------ | ------------ |
|          | orale       | nasale      | orale     | nasale    | orale        | nasale       |
| Hautes   |             |             |           |           | uj           | ũj           |
| Moyennes | ej          | ẽj          | əj        |           | oj           | õj           |
| Basses   |             |             | aj        | ãj        |              |              |

### Tons
Le chipewyan possède deux tons : le ton haut et le ton bas.